# スワンプ・ロック
スワンプ・ロック（Swamp rock）は、ロカビリーやソウルをスワンプ・ブルース、カントリーなどと融合させる形で1960年代中頃に生まれたロック・ミュージック下の一ジャンルである。
トニー・ジョー・ホワイトらによってルイジアナ州で生み出されたのち、カリフォルニア州のバンド、クリーデンス・クリアウォーター・リバイバルによって幅広く知らしめられた。

## 概要
1960年代中頃に誕生後、1960年代末から1970年代前半にかけて繁栄期を迎えた。『bounce』誌の桑原シローは、サウンドの特徴について「ゴスペルやブルース、それにカントリーやR&Bといった南部産の音楽に愛情を抱く白人青年たちが、ロックという鍋を用いて作ったゴッタ煮音楽」と説明している。

## 代表的なアーティスト
- クリーデンス・クリアウォーター・リバイバル
- ジョン・フォガティ
- デイル・ホーキンス（英語版）[4]
- リトル・フィート[5]
- ザ・バンド
- レオン・ラッセル
- デラニー&ボニー
- トニー・ジョー・ホワイト[6][7]
- ドン・ニックス